# Atrichopogon pollinivorus
Atrichopogon pollinivorus är en tvåvingeart som beskrevs av Downes 1955. Atrichopogon pollinivorus ingår i släktet Atrichopogon och familjen svidknott. Inga underarter finns listade i Catalogue of Life.